# Ladispoli
Ladispoli és un municipi italià, situat a la regió del Laci i a la ciutat metropolitana de Roma Capital. L'any 2006 tenia 38.195 habitants.
Està agermanat amb Benicarló.